# 緑の連盟 (イタリア)
緑の連盟（みどりのれんめい、Federazione dei Verdi、"Verdi"）は、かつて存在したイタリアの環境政党。
1990年、緑のリストとヴェルディ・アルコバレーノ（虹の緑という意味）が合流して結党。2021年、緑のヨーロッパに合流した。